# Euphorbia alpina
Euphorbia alpina es una especie fanerógama perteneciente a la familia Euphorbiaceae. Es originaria de   Altay a Mongolia.

## Taxonomía
Euphorbia alpina fue descrita por C.A.Mey. ex Ledeb. y publicado en Icones Plantarum 2: 26. 1830.
Etimología
Euphorbia: nombre genérico que deriva del médico griego del rey Juba II de Mauritania (52 a 50 a. C. - 23), Euphorbus, en su honor – o en alusión a su gran vientre –  ya que usaba médicamente Euphorbia resinifera. En 1753 Carlos Linneo asignó el nombre a todo el género.
alpina: epíteto latino que significa "de las montañas".
Sinonimia
- Euphorbia alpina var. rupicola Baikov
- Euphorbia cerinthifolia Fisch. ex Boiss.
- Euphorbia drastica Siev.
- Euphorbia sibirica Fisch. ex Boiss.
- Tithymalus alpinus (C.A.Mey. ex Ledeb.) Klotzsch & Garcke	[4][5]